# シンデレラ・コンプレックス (漫画)
『シンデレラ・コンプレックス』は、井上里彩子による日本の漫画作品。SORAJIMA Studioの制作によるウェブトゥーンで、2021年12月5日から2023年10月29日まで『マンガMee』（集英社）ほかにて配信。
2024年3月より、毎日放送にてテレビドラマが放送された。

## テレビドラマ
2024年3月1日（2月29日深夜）から4月12日（11日深夜）まで毎日放送の「ドラマ特区」枠で放送された。主演は田中美久。

### キャスト

#### 主要人物
前園由良
演 - 田中美久

相沢陽介
演 - 飯島寛騎

#### 周辺人物
工藤要
演 - 森愁斗

相沢舞
演 - 宇垣美里

松永英治
演 - 堀井新太

相沢博文
演 - 大澄賢也

### スタッフ
- 脚本 - 舘そらみ[3][4]
- 監督 - 宮本秀光、島添亮[3][4]
- オープニング主題歌 - DeNeel「富と果実」[5]
- エンディング主題歌 - SIOOM (from M-line Music)「C\C（シンデレラ\コンプレックス）'24」[6]
- アソシエイトプロデューサー - 金田武士（テレビ神奈川）
- 企画プロデュース - 櫻井雄一、上浦侑奈
- 制作プロダクション - ソケット[3][4]
- 製作 - 「シンデレラ・コンプレックス」製作委員会、毎日放送[3][4]

### 放送日程
| 話数   | 放送日  | 監督     |
| ------ | ------- | -------- |
| 第1話  | 3月01日 | 宮本秀光 |
| 第2話  | 3月08日 | 宮本秀光 |
| 第3話  | 3月15日 | 島添亮   |
| 第4話  | 3月22日 | 島添亮   |
| 第5話  | 3月29日 | 島添亮   |
| 第6話  | 4月05日 | 宮本秀光 |
| 最終話 | 4月12日 | 宮本秀光 |

### 放送局
| 放送期間                | 放送時間                     | 放送局       | 対象地域   | 備考              |
| ----------------------- | ---------------------------- | ------------ | ---------- | ----------------- |
| 2024年2月29日 - 4月11日 | 木曜 23:30 - 翌0:00          | テレビ神奈川 | 神奈川県   | 1時間29分先行放送 |
| 2024年3月1日 - 4月12日  | 金曜 0:59 - 1:29（木曜深夜） | 毎日放送     | 近畿広域圏 | 製作局            |
|                         | 金曜 23:00 - 23:30           | 千葉テレビ   | 千葉県     |                   |
| 2024年3月7日 - 4月19日  | 木曜 0:00 - 0:30（水曜深夜） | テレビ埼玉   | 埼玉県     |                   |
|                         | 木曜 22:30 - 23:00           | とちぎテレビ | 栃木県     |                   |
|                         | 木曜 23:30 - 翌0:00          | 群馬テレビ   | 群馬県     |                   |

### ネット配信
| 配信開始月 | 配信サイト           | 配信料金     | 備考           |
| ---------- | -------------------- | ------------ | -------------- |
| 2024年1月  | FOD（FODプレミアム） | 定額制有料   | 見放題独占配信 |
| 2024年1月  | MBS動画イズム        | 広告付き無料 | 見逃し配信     |
| 2024年1月  | TVer                 | 広告付き無料 | 見逃し配信     |

| 毎日放送 ドラマ特区    | 毎日放送 ドラマ特区        | 毎日放送 ドラマ特区 |
| 前番組                 | 番組名                     | 次番組              |
| ---------------------- | -------------------------- | ------------------- |
| 彼女と彼氏の明るい未来 | シンデレラ・コンプレックス | ゴーストヤンキー    |